# Estação ferroviária

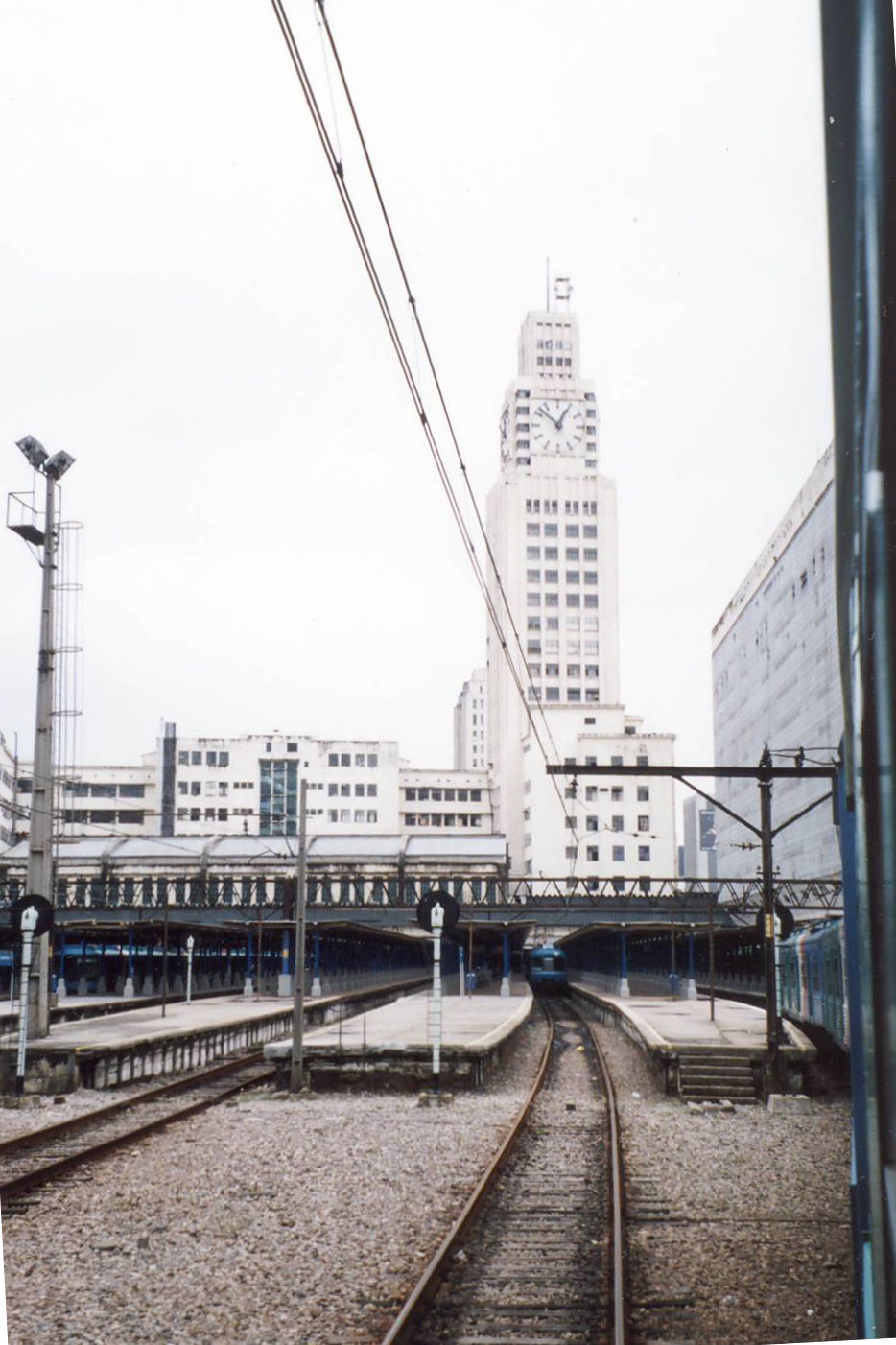
A Estação Central do Brasil no Rio de Janeiro.

Uma estação ferroviária é uma construção destinada a embarque ou desembarque de passageiros de trem (ou comboio, em português europeu) e, secundariamente, ao carregamento e descarregamento de carga transportada. Usualmente consiste em pelo menos um edifício para passageiros (e possivelmente para cargas também), além de outras instalações associadas ao funcionamento da ferrovia. As estações mais antigas costumavam ser construídas para ambos os fins — passageiros e cargas, embora, com frequência houvesse um terminal de frete nas proximidades, mesmo em comunidades pequenas. Essa dualidade de propósitos é menos comum hoje em dia, quando os terminais de carga são, em geral, restritos às estações maiores. Se a estação está localizada no final/início da via-férrea, chama-se terminal.

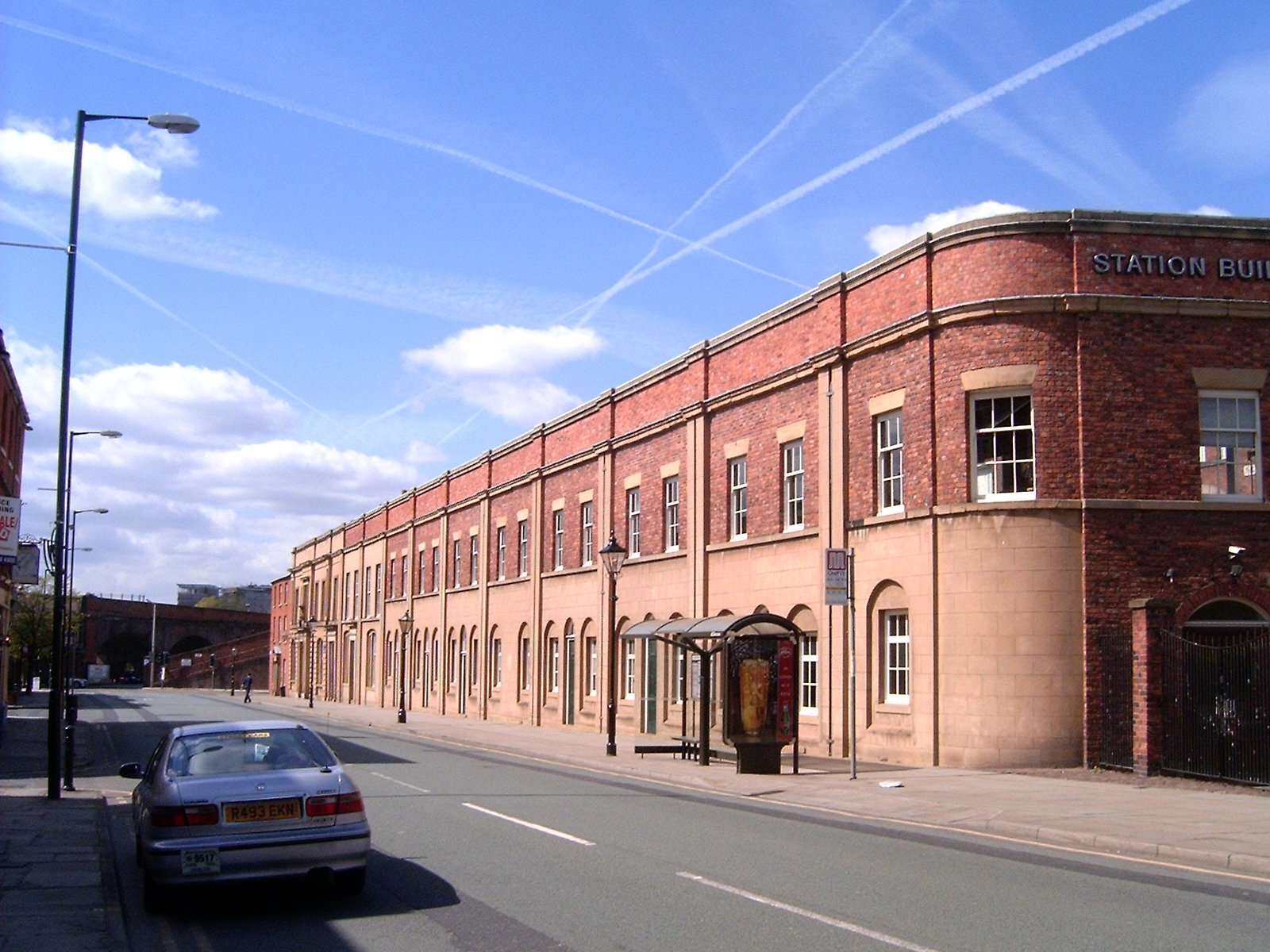
Estação de trem de Liverpool Road, Manchester. Inaugurada em 1830, é a estação de trem mais antiga ainda em operação do mundo.

Passarelas suspensas estão presentes usualmente para permitir aos passageiros um acesso fácil e seguro aos trens. As plataformas de embarque podem estar conectadas por caminhos subterrâneos, pontes ou elevadores. Estruturas destinadas aos passageiros, como abrigos, bilheterias e bancos podem ser encontradas nas plataformas ou na parte de circulação pública da estação.

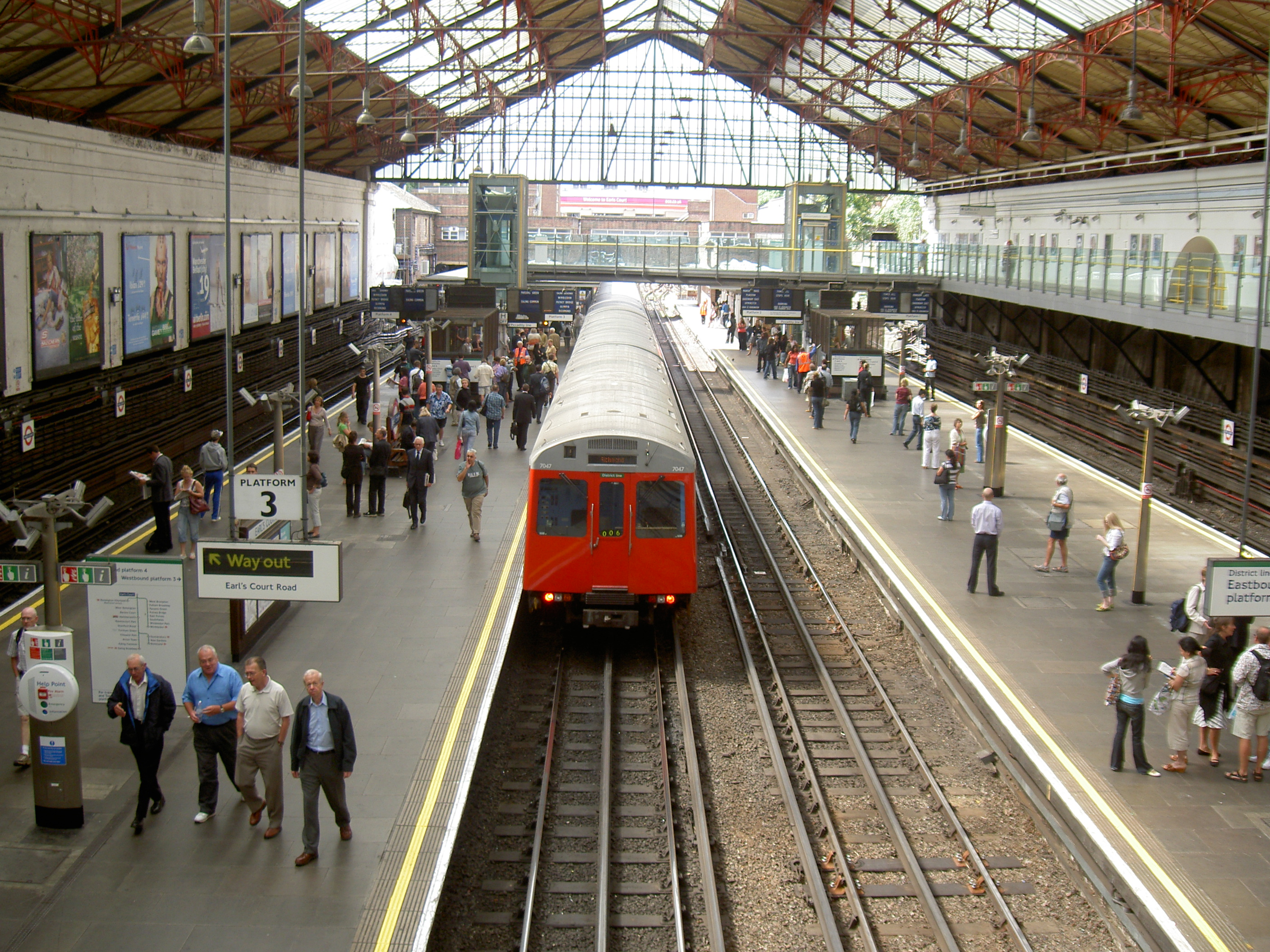
Um trem partindo de uma estação na Royal Borough of Kensington and Chelsea em Londres.

Durante uma viagem, o termo parada é utilizado em avisos, para diferenciar uma interrupção na qual passageiros podem embarcar ou desembarcar do trem, de uma interrupção devido a qualquer outro motivo, como uma troca de locomotiva.
Além de prover serviços aos passageiros e facilidades para carregamento de cargas, as estações também podem contar com oficinas de manutenção de locomotivas. Essas oficinas podem contar com depósitos para armazenamento e reabastecimento de locomotivas e ferramentário para pequenos reparos. Nos Estados Unidos, uma estação de trem que seja utilizada por diversas companhias de transporte ferroviário pode ser chamada chamada de union station. Estações que compartilham o mesmo espaço físico com outros modos de transporte, como ônibus ou metrô, também são referidas como estações de integração.

## Desenvolvimento
As primeiras estações assemelhavam-se às estações de bonde, com poucos prédios e amenidades. A primeira estação moderna foi a de Liverpool and Manchester Railway, inaugurada em 1830. Atualmente, a Manchester's Liverpool Road Station está preservada como parte do Museu da Ciência e da Indústria em Manchester. Assemelha-se a uma fileira de casas de arquitetura Georgeana.
Em comunidades rurais remotas no Canadá e nos Estados Unidos da América passageiros que estejam aguardando para embarcar devem sinalizar ao trem para que este pare. Tais estações são conhecidas como "Flag Stops.

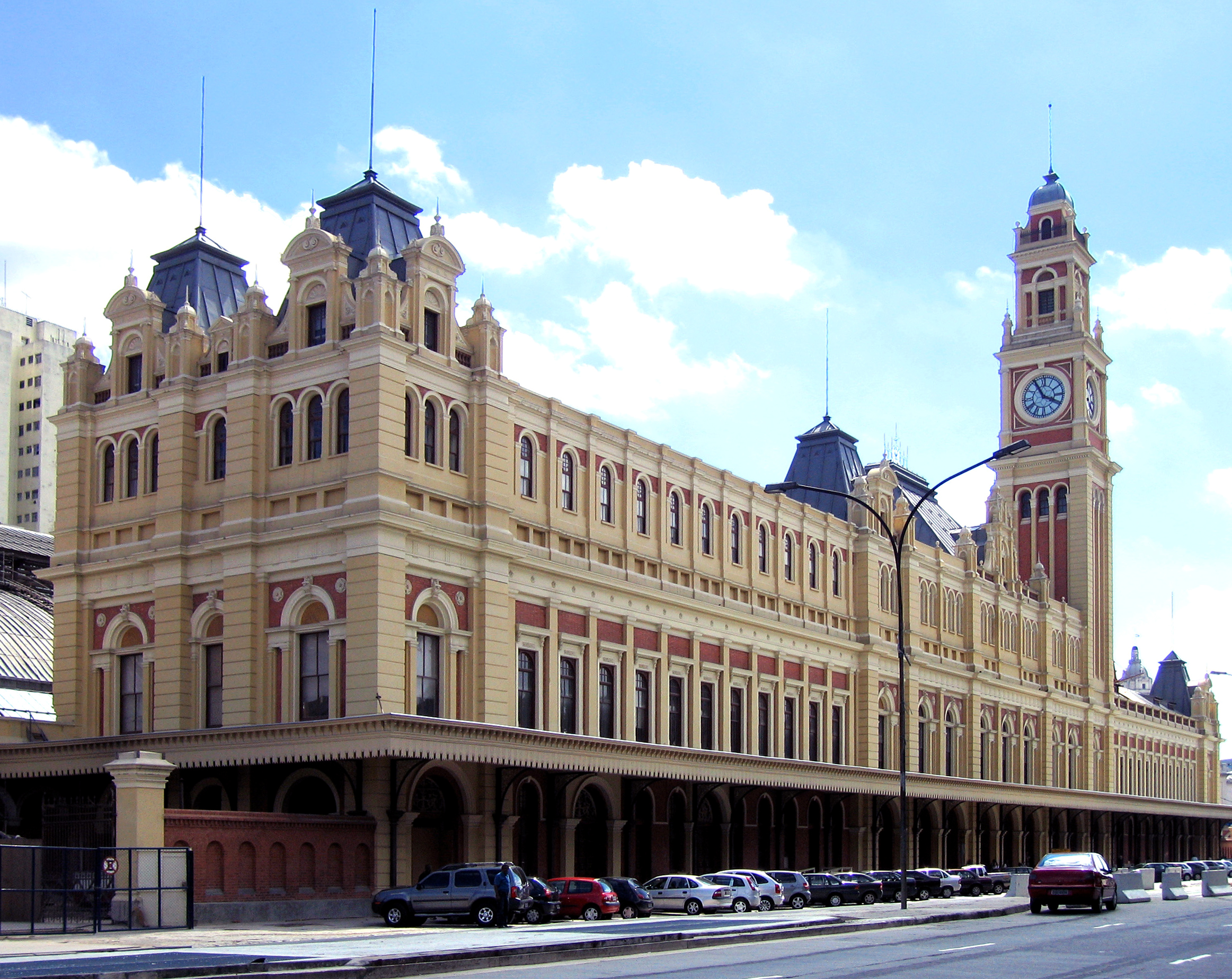
Estação da Luz, em São Paulo. Além de ser uma estação ferroviária, a Estação da Luz é a sede do Museu da Língua Portuguesa.

Muitas estações datam do século XIX e refletem a arquitetura da época, grandes em tamanho, tendendo à prestigiar tanto à cidade quanto às estradas férreas. Em países onde as ferrovias tardaram a chegar ainda possuem tal arquitetura, com estações mais novas imitando o estilo do século XIX. Várias formas de arquitetura foram utilizadas para a construção de estações de trem, desde os estilos mais rebuscados, como o Barroco e o Gótico, aos estilos mais utilitaristas ou modernos. As estações construídas mais recentemente chegam até a se assemelhar à aeroportos, com seu estilo abstrato, frio e plano.
Exemplos de modernas estações incluem algumas das mais novas estações de high-speed rail, como a de Shinkansen no Japão, as das linhas de TGV na França, a estação de Hauptbahnhof em Berlim, ou linhas de ICE na Alemanha. A Grã-Bretanha apresenta um novo terminal ferroviário moderno na estação de Waterloo. Esta estação vai deixar de ser o terminal do Eurostar, quando a nova estação de trem St Pancras, ligada à alta velocidade Channel Tunnel Rail Link, abre em 2007.